# Lugaid Luaigne
Pour les articles homonymes, voir Lugaid.
Lugaid Luaigne, fils de Finnat Már, est selon les légendes médiévales et la tradition pseudo-historique irlandaise un Ard ri Erenn.

## Règne
Lugaid Luaigne accède au trône après avoir tué Bresal Bó-Díbad, son prédécesseur qui était également le meurtrier de son père. Il règne 5 ou 15 ans selon les sources  avant d'être tué par  Congal Cláiringnech.
Bien que présenté comme un ancêtre des  Eóganachta dans les traditions médiévales postérieures, Lugaid est considéré par T. F. O'Rahilly comme une des nombreuses  émanations de Lugaid Loígde, ancêtre du  Corcu Loígde.
Son fils Cairpre Lusc sera le père de Dui Dallta Dedad qui sera élevé  Fosterage par Deda mac Sin roi de Munster
Le Lebor Gabála Érenn synchronise son règne avec celui   Ptolémée X Alexandre Ier (110-88 av. J.-C.) en Égypte. La chronologie de Geoffrey Keating Foras Feasa ar Éirinn attribue comme dates à son règne 140-135 av. J.-C., et les Annales des quatre maîtres de 199 à 184 av. J.-C..

## Source
- (en) Cet article est partiellement ou en totalité issu de l’article de Wikipédia en anglais intitulé « Lugaid Luaigne » (voir la liste des auteurs), édition du 31 mars 2012.